# Redonia
Redonia is een monotypisch geslacht van korstmossen behorend tot de familie Caliciaceae. Het bevat alleen Redonia chilena.